# 合川站 (重庆市)
合川站是位于重庆市合川区的一个铁路车站，有宁蓉线、渭井线经过，并接入兰渝铁路。车站隶属成都铁路局重庆北车务段，是四等站，现办理客运业务，货运仅办理棚车装运的货物发送、到达。

## 历史
合川站于2003年作为遂渝铁路的中间站开工，2005年4月竣工，当时站房可容纳1500多人，为当时遂渝铁路上最大规模的中间站。2006年4月1日车站正式开办客运业务。2012年完成遂渝二线改造。
为配合兰渝铁路建设，车站于2013年7月开始建设新站房。新站房于2014年9月4日投用。兰渝铁路渭沱至重庆北段工程于2015年1月1日开通，车站新设立城际场。兰渝铁路渭沱至重庆北和原遂渝铁路渭沱至重庆北段并行，通车后分别被编入宁蓉线和渭井线。
由于设施老化，铁路部门于2017年4月起对渭井线二、三站台（原遂渝线部分）进行雨棚改造，同年9月完工，而兰渝铁路于2017年9月29日全线通车。

## 车站结构

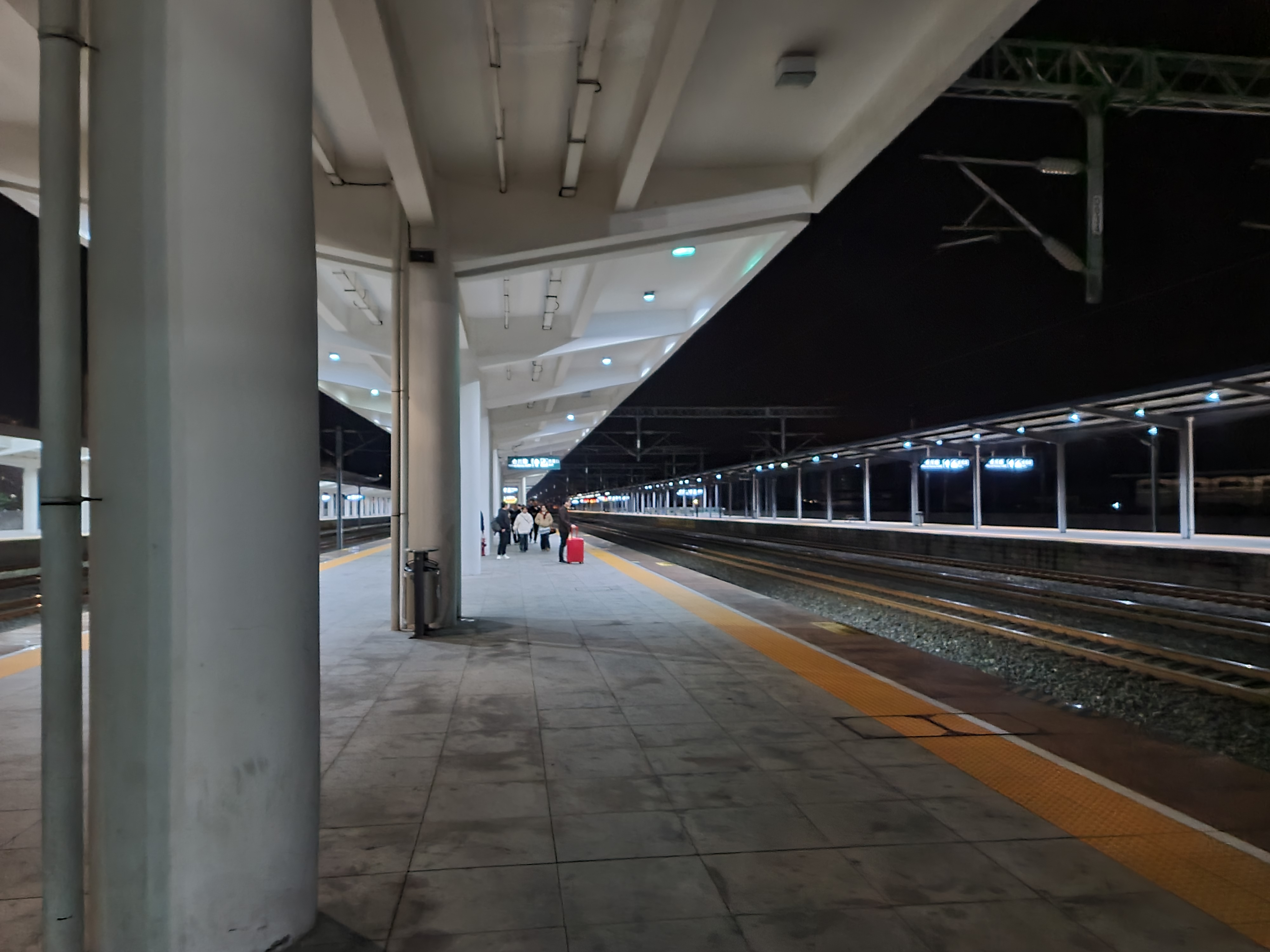
合川站站台

合川站目前使用的站房于2014年投入使用，面积1.2万平方米。候车室位于站房右侧，内设11个人工售票窗口和6台自动售票机；候车厅位于站房中部，共分上下两层，面积4500平方米，最多同时可容纳3000名旅客候车。

### 站场
合川站设有城际场和普速场，动车组列车、普速列车和货车分线行驶。城际场随兰渝铁路渭沱至重庆北段工程于2015年投用，目前有宁蓉线经过，规模2台4线；普速场随遂渝铁路于2006年投用，目前有渭井线经过，规模2台5线，合川铁流物流中心（新货运站场）正在建设。
车站货场位于高阳路，占地2万平方米。货场服务地区辐射合川区和铜梁区，主要办理发到货物品类为化工、矿建、粮食、农副、化肥。
| 站房     | 进站口、售票、候车、检票口           |
| 侧式站台 |                                      |
| 1站台    | 宁蓉线 往南京南方向（重庆北/重庆西） |
| 通过线   | 宁蓉线上行列车通过线                 |
| 通过线   | 宁蓉线下行列车通过线                 |
| 2站台    | 宁蓉线 往成都东方向（渭沱）          |
| 岛式站台 |                                      |
| 3站台    | 渭井线 往井口方向（石子山）          |
| 通过线   | 渭井线上行列车通过线                 |
| 通过线   | 渭井线下行列车通过线                 |
| 4站台    | 渭井线 往成都东方向（渭沱）          |
| 岛式站台 |                                      |
| 5站台    | 渭井线列车                           |
| 到发线   | 渭井线货物列车                       |